# Tony Kane
Anthony Michael 'Tony' Kane (1987. augusztus 29.) északír labdarúgó, a Carlisle United játékosa. Játszott mind Írország, mind Észak-Írország U21-es válogatottjában.
2004 novemberében ifiként lépett be a Blackburn Rovershez és így tagja volt annak az összeállításnak, amely a 2004-5-ös idényben megnyerte a Premier Academy League bajnokságát. Ezt követően rendes tagja lett a Rovers tartalék keretének, majd 2006-ban két évre szerződött.  2006 novemberében rövid ideig kölcsönben játszott a Stockport County-nál, majd 2007 januárjától a Cercle Brugge-nél vendégszerepelt. A Cercle színeiben játszott első mérkőzés után a szurkolók őt választották meg a Zulte-Waregem elleni mérkőzés legjobbjának. 2009. február 10-én Kane kölcsönszerződést írt alá a Carlisle Uniteddel a 2008-9.es idény végéig. 2009. május 22-én Greg Abbott, a Carlisle menedzsere bejelentette, hogy a Carlisle és a Blackburn Rovers szóban megegyeztek a kölcsön végleges átadássá alakításáról. 2009. szeptember 17-én a Carlisle United egy hónapra kölcsönadta Kane-t a Darlingtonnak.
Michael O’Connor mellett Kane egyike azoknak az északír labdarúgóknak, akik miatt az Északír labdarúgó-szövetség (IFA) és az Ír labdarúgó-szövetség (FAI) folyamatos vitában van a válogatottság tekintetében. Az IFA szerint a FAI nem válogathatja be ezeket a játékosokat. Noha a Nemzetközi Labdarúgó-szövetség nem döntött véglegesen az ügyben, több megfigyelő szerint a FAI jogosan jár el, mivel az Ír Köztársaság megalakulása óta biztosítja az állampolgárságot mindazok számára, akik Írország bármely részén születtek, vagyis a játékosok eleget tesznek a FIFA állampolgárságra vonatkozó előírásainak. A vita eredményeképpen Kane-t beválogatták mind az északír, mind az írországi ifjúsági válogatottjába.

## Fordítás
- Ez a szócikk részben vagy egészben a Tony Kane című angol Wikipédia-szócikk ezen változatának fordításán alapul.  Az eredeti cikk szerkesztőit annak laptörténete sorolja fel. Ez a jelzés csupán a megfogalmazás eredetét és a szerzői jogokat jelzi, nem szolgál a cikkben szereplő információk forrásmegjelöléseként.